# Jarne Flies
Jarne Flies (Mechelen, 3 januari 2007) is een Belgisch voetballer die onder contract ligt bij RSC Anderlecht.

## Clubcarrière
Flies sloot zich in 2015 aan op Neerpede, de jeugdopleiding van RSC Anderlecht. In juni 2022 ondertekende hij, als eerste speler van de generatie van 2007 van Anderlecht, een profcontract dat hem tot 2025 aan de club verbond. In de zomer van 2024 brak de club zijn contract open tot medio 2026.
Op 20 september 2024 maakte Flies zijn profdebuut in het shirt van de RSCA Futures, het beloftenelftal van Anderlecht in Eerste klasse B: in de competitiewedstrijd tegen Lommel SK (2-1-verlies) liet trainer Jelle Coen hem na 70 minuten invallen.

## Clubstatistieken
| Seizoen         | Club            | Land            | Competitie      | Competitie | Competitie | Beker | Beker | Supercup | Supercup | Europees | Europees | Totaal | Totaal |
| Seizoen         | Club            | Land            | Competitie      | Wed.       | Dlp.       | Wed.  | Dlp.  | Wed.     | Dlp.     | Wed.     | Dlp.     | Wed.   | Dlp.   |
| --------------- | --------------- | --------------- | --------------- | ---------- | ---------- | ----- | ----- | -------- | -------- | -------- | -------- | ------ | ------ |
| 2024/25         | RSCA Futures    | Vlag van België | Eerste klasse B | 1          | 0          | —     | —     | —        | —        | —        | —        | 1      | 0      |
| Carrière totaal | Carrière totaal | Carrière totaal | Carrière totaal | 1          | 0          | 0     | 0     | 0        | 0        | 0        | 0        | 1      | 0      |

Bijgewerkt op 21 november 2024.

## Privé
- Flies is de zoon van oud-voetballer Thierry Flies.[4]

33 Vercauteren ·
34 Bouchouari ·
48 Montegnies ·
50 Barry ·
51 Baouf ·
52 Nicaise ·
53 Colassin ·
59 Vergeylen ·
62 Goto ·
63 Vanhoutte ·
64 Masscho ·
65 Engwanda ·
66 Haentjens ·
67 Moutha-Sebtaoui ·
68 Monticelli ·
69 Ure ·
71 Engwanda ·
73 Lapage ·
74 De Cat ·
77 Mendel-Idowu ·
78 Tajaouart ·
79 Maamar ·
80 Decorte ·
81 Diallo ·
83 Degreef ·
Coach: Coen